# Trogbahn-Wienhake
Koordinaten: 52° 21′ 51″ N, 7° 31′ 12″ O

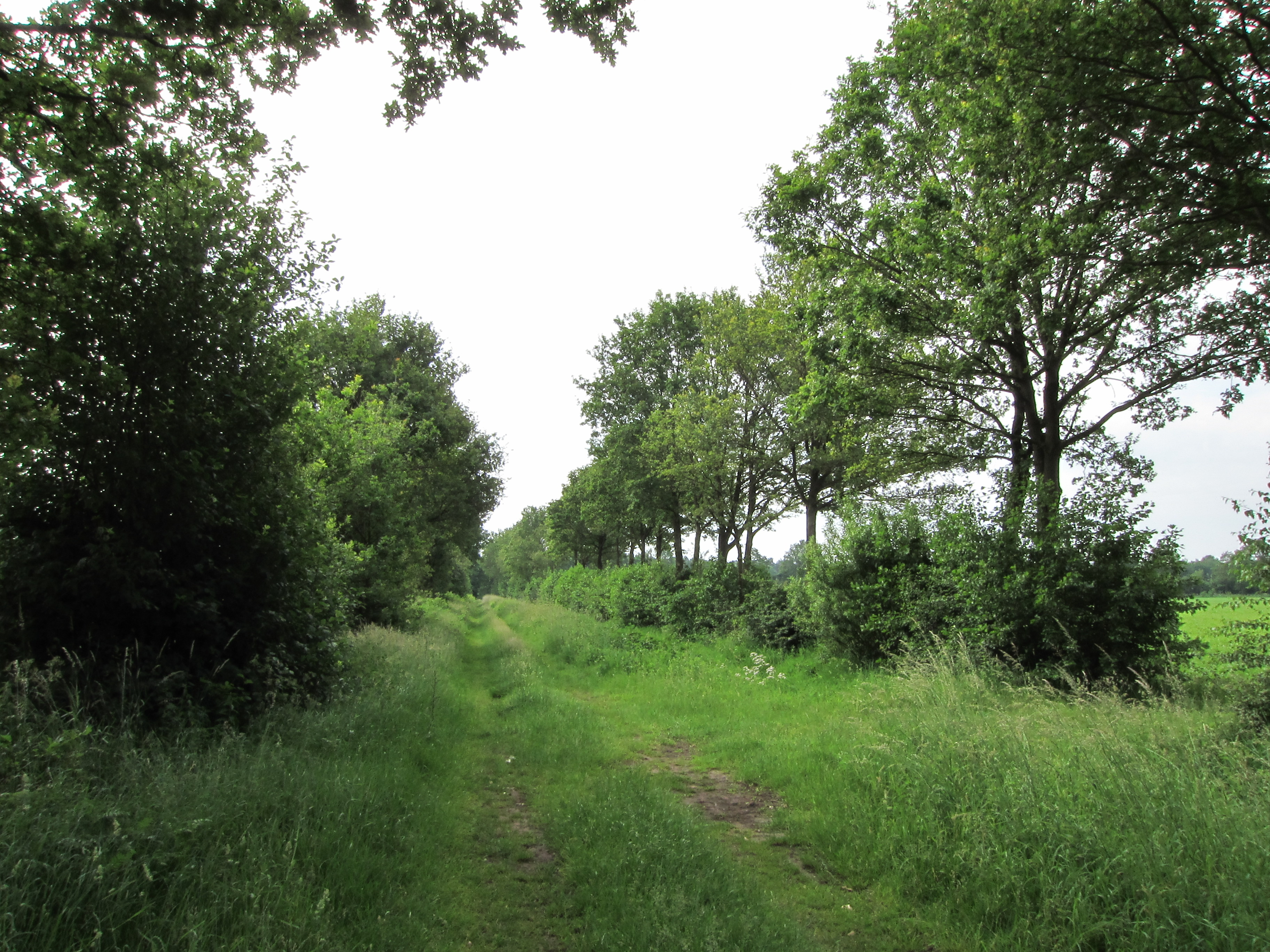
Naturschutzgebiet Trogbahn-Wienhake (Juni 2014)

Das Naturschutzgebiet Trogbahn-Wienhake liegt auf dem Gebiet der Gemeinde Hopsten und der Stadt Hörstel im Kreis Steinfurt in Nordrhein-Westfalen. Das aus sieben Teilflächen bestehende Gebiet erstreckt sich westlich des Kernortes Hopsten und nordwestlich der Kernstadt Hörstel direkt an der am nördlichen Rand verlaufenden Landesgrenze zu Niedersachsen. Am südlichen Rand verläuft die Landesstraße L 593 und östlich die L 833.

## Bedeutung
Für Hopsten und Hörstel ist seit 1988 ein 87,87 ha großes Gebiet unter der Kenn-Nummer ST-005 als Naturschutzgebiet ausgewiesen. Das Gebiet wurde unter Schutz gestellt zur Erhaltung, Entwicklung und Wiederherstellung von Lebensgemeinschaften und Biotopen, insbesondere von Pflanzen und Pflanzengesellschaften des offenen Wassers und des feuchten Grünlandes sowie von seltenen und z. T. stark gefährdeten landschaftsraumtypischen Pflanzen- und Tierarten u. a. von seltenen, zum Teil gefährdeten Wat- und Wiesenvögeln, Amphibien und Wirbellosen.